# Dropull
 (octobre 2024).
Si vous disposez d'ouvrages ou d'articles de référence ou si vous connaissez des sites web de qualité traitant du thème abordé ici, merci de compléter l'article en donnant les références utiles à sa vérifiabilité et en les liant à la section « Notes et références ».
Dropull est une municipalité d'Albanie, appartenant à la préfecture de Gjirokastër,.
Sa population est d'environ 3 500 habitants en 2018, ce qui en fait la deuxième plus petite communauté du pays.

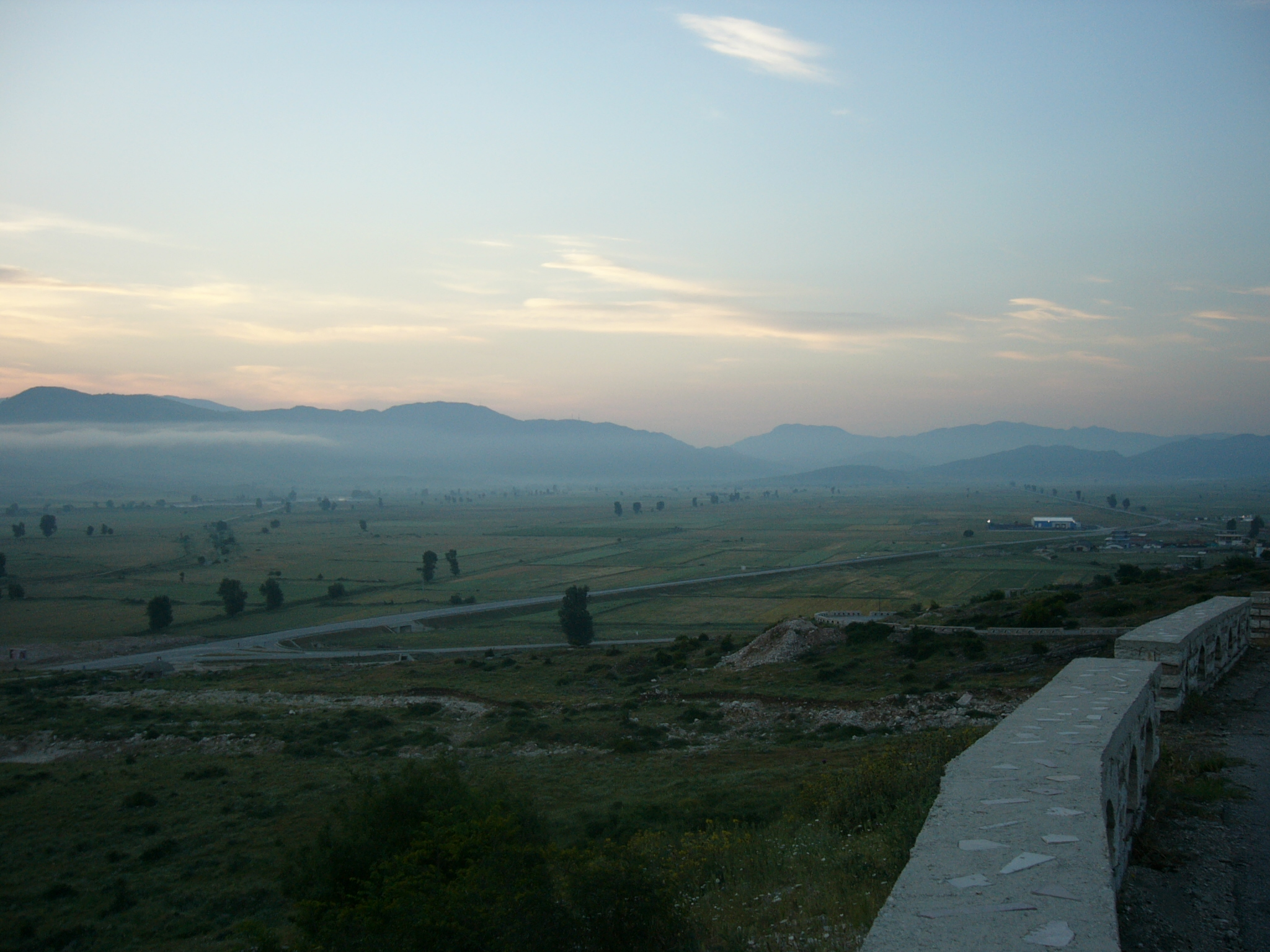
Aube près de Jorgucat

## Histoire
La ville est attestée sous le nom de Hadrianopolis à l'époque romaine.
Sous le règne de l'empereur byzantin Justinien (527–565), la ville est renommée Justinianopolis (en).